# ريج غروندي
ريج غروندي (بالإنجليزية: Reg Grundy)‏ هو مصور ومنتج أفلام ومنتج تلفزيوني أسترالي، ولد في 4 أغسطس 1923 في سيدني في أستراليا، وتوفي في 6 مايو 2016 في برمودا في المملكة المتحدة.

## وصلات خارجية
- ريج غروندي على موقع IMDb (الإنجليزية)
- ريج غروندي على موقع قاعدة بيانات الفيلم (الإنجليزية)